# Sertularella producta
Sertularella producta is een hydroïdpoliep uit de familie Sertulariidae. De poliep komt uit het geslacht Sertularella. Sertularella producta werd in 1888 voor het eerst wetenschappelijk beschreven door Allman. 